# Cohassett Beach, Washington
Cohassett Beach, Washington (енгл. Cohassett Beach) насељено је место без административног статуса у америчкој савезној држави Вашингтон.

## Демографија
По попису из 2010. године број становника је 722, што је 104 (16,8%) становника више него 2000. године.
| Група             | 2000.       | 2010.       |
| Белци             | 583 (94,3%) | 619 (85,7%) |
| Афроамериканци    | 1 (0,2%)    | 3 (0,4%)    |
| Азијати           | 0 (0,0%)    | 4 (0,6%)    |
| Хиспаноамериканци | 5 (0,8%)    | 64 (8,9%)   |
| Укупно            | 618         | 722         |